# Ommata
Ommata is een kevergeslacht uit de familie van de boktorren (Cerambycidae). De wetenschappelijke naam van het geslacht werd voor het eerst geldig gepubliceerd in 1855 door White.

## Soorten
Ommata omvat de volgende soorten:
- Ommata andina Clarke, 2010
- Ommata buddemeyerae Clarke, 2010
- Ommata elegans White, 1855
- Ommata hirtipes Zajciw,1965
- Ommata nigricollis Santos-Silva, Martins & Clarke, 2010
- Ommata tibialis Fuchs, 1961